# Conus terryni
Conus terryni é uma espécie de gastrópode do gênero Conus, pertencente a família Conidae.